# جيمس كان (روائي)
جيمس كان (بالإنجليزية: James Kahn)‏ (و. 1947  م) هو روائي، وكاتب، وكاتب سيناريو، وكاتب خيال علمي أمريكي، ولد في شيكاغو، بدأ مشواره المهني سنة 1971.

## التعليم
تعلم في جامعة شيكاغو
.

## وصلات خارجية
- جيمس كان على موقع IMDb (الإنجليزية)

- جيمس كان في قاعدة بيانات الأفلام على الإنترنت